# Kiefferophyes invenustulus
Kiefferophyes invenustulus är en tvåvingeart som först beskrevs av Frederick Askew Skuse 1889.  Kiefferophyes invenustulus ingår i släktet Kiefferophyes och familjen fjädermyggor. Inga underarter finns listade i Catalogue of Life.